# Coenagrion hastulatum
Espèce
Statut de conservation UICN

 LC  : Préoccupation mineure
Coenagrion hastulatum ou agrion hasté, ou encore agrion à fer de lance, est une espèce d'odonates zygoptères de la famille des Coenagrionidae.
Cette espèce est répandue et commune dans le nord de l'Eurasie mais n'apparaît dans l'ouest et le sud de cette région, que dans les tourbière ombotrophique. En Écosse, elle se rencontre dans de nombreux petits lochs.
L'agrion hasté mesure environ 31 à 33 mm de long.
L'épithète spécifique du nom binominal (hastulatum) qui vient du latin hastula signifie en français lancette, ou petite lance. Ce terme a été choisi en raison du signe distinctif que les individus de cette espèce possèdent au niveau du second segment de l'abdomen.

## Galerie

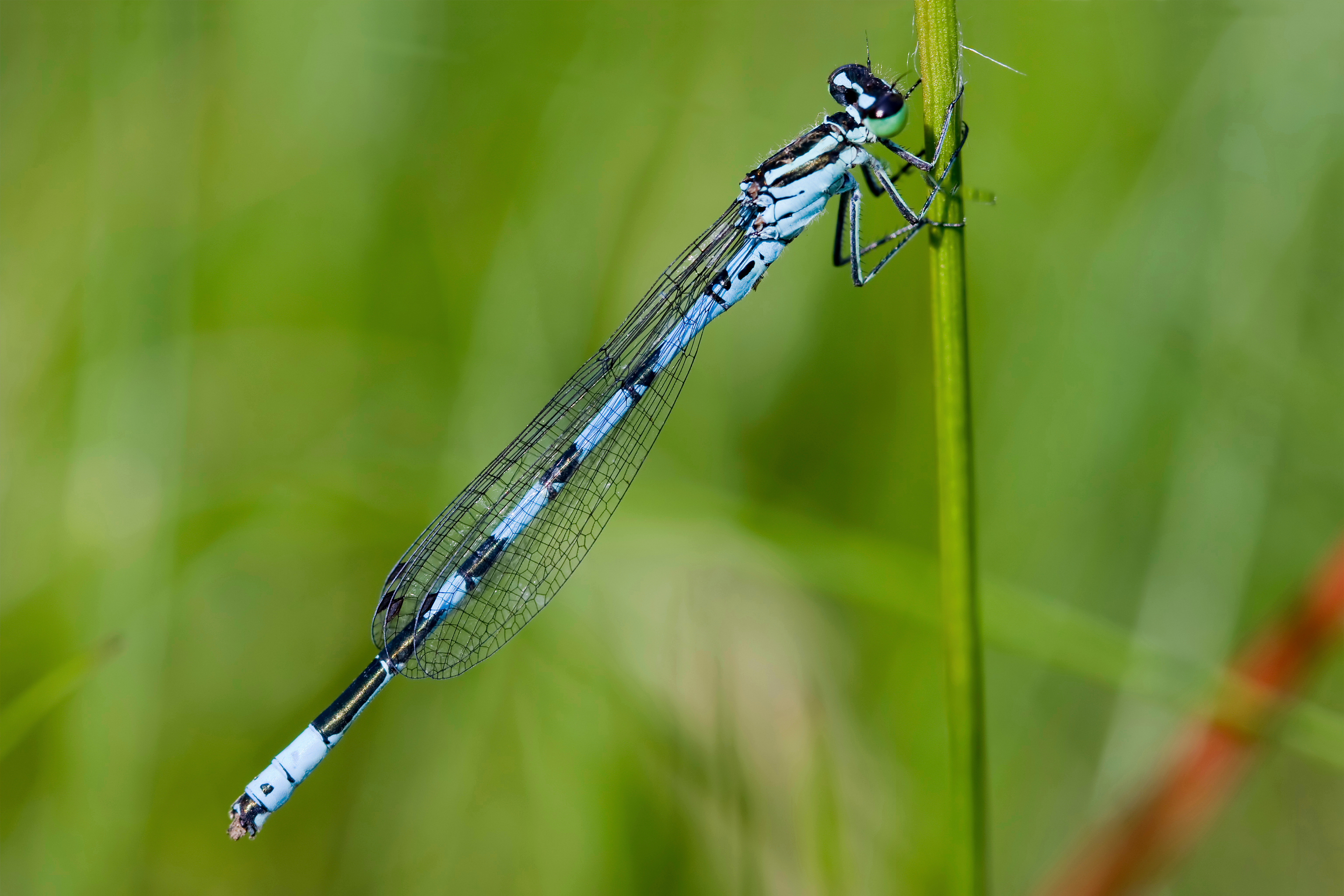
Mâle
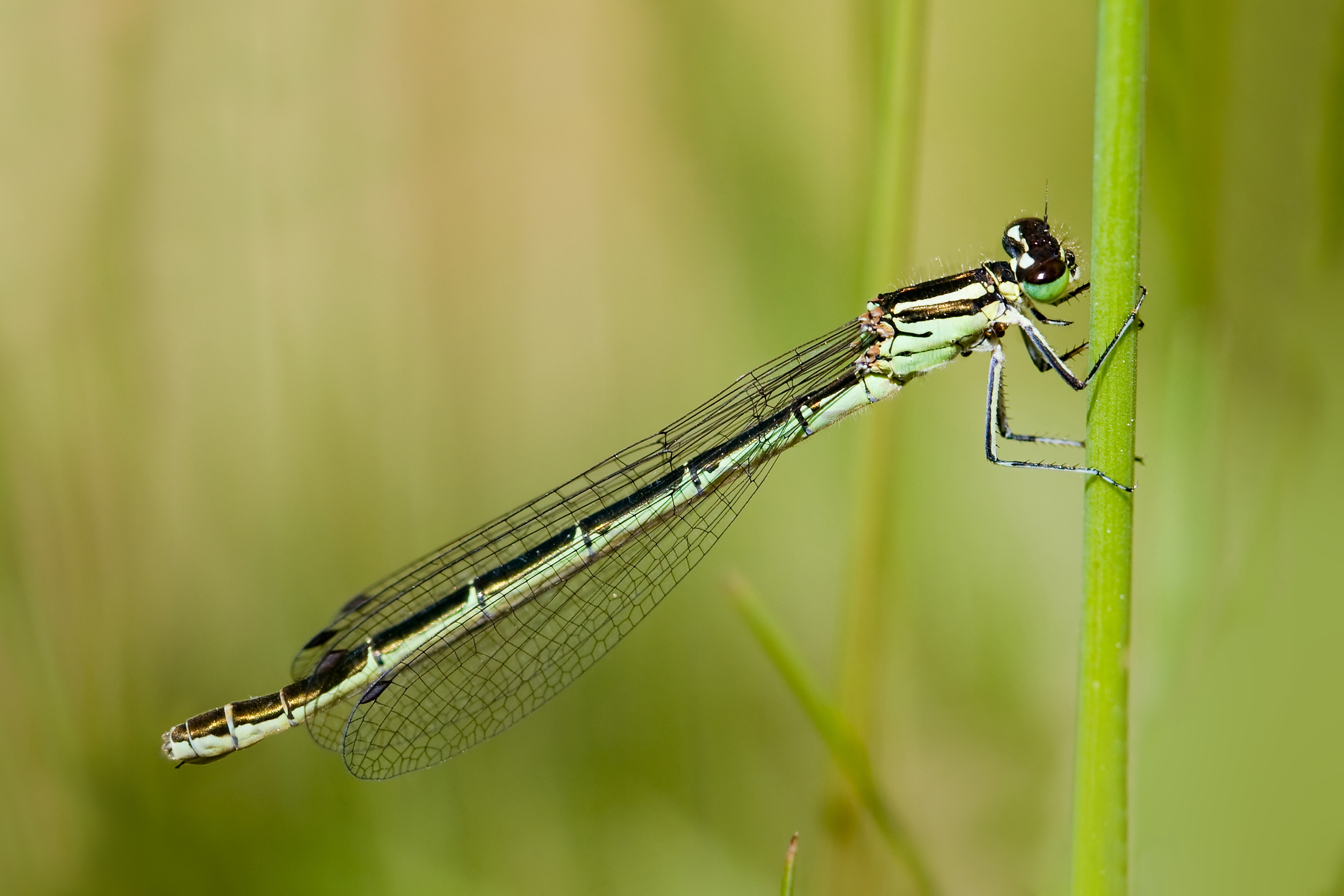
Femelle
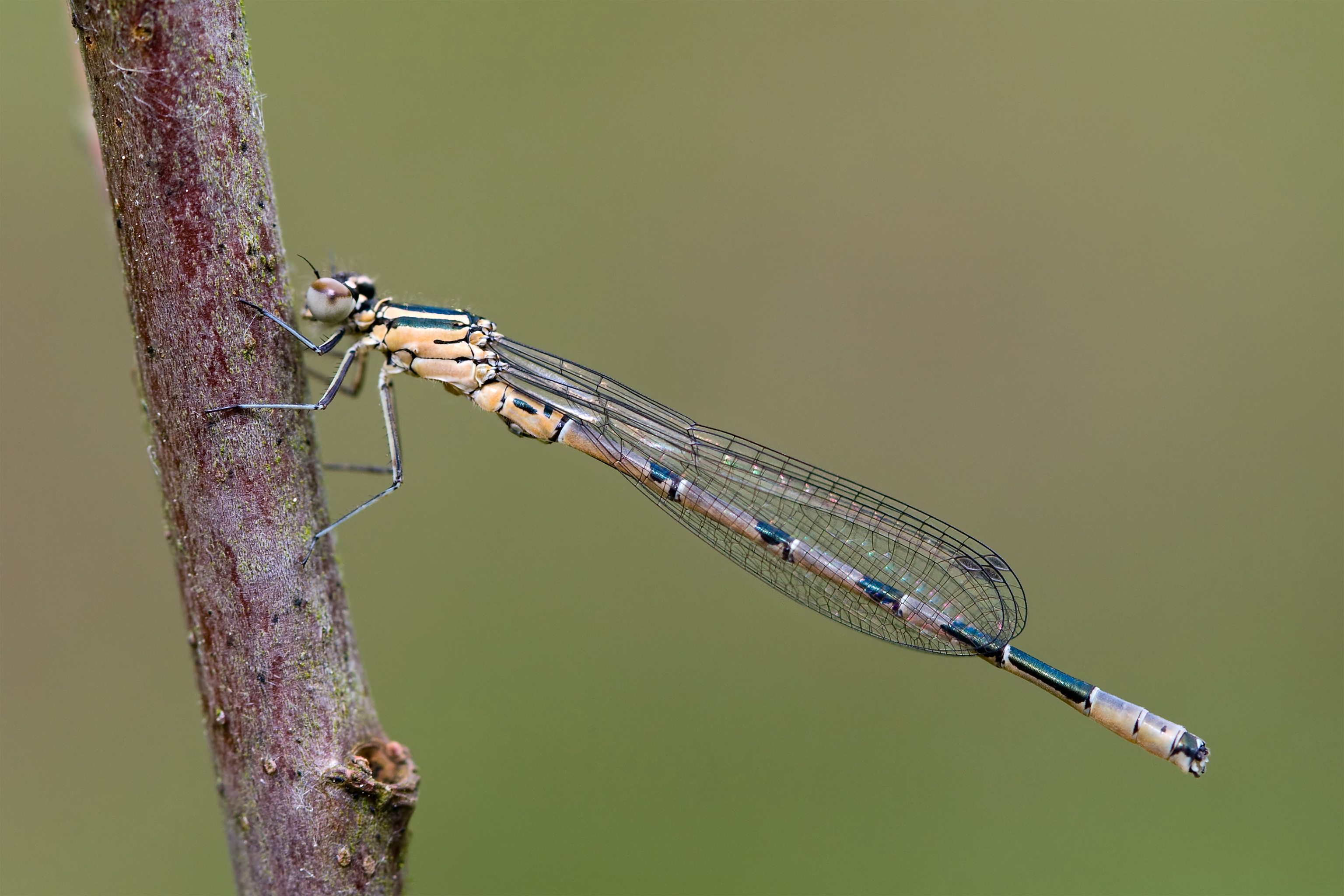
Mâle ténéral
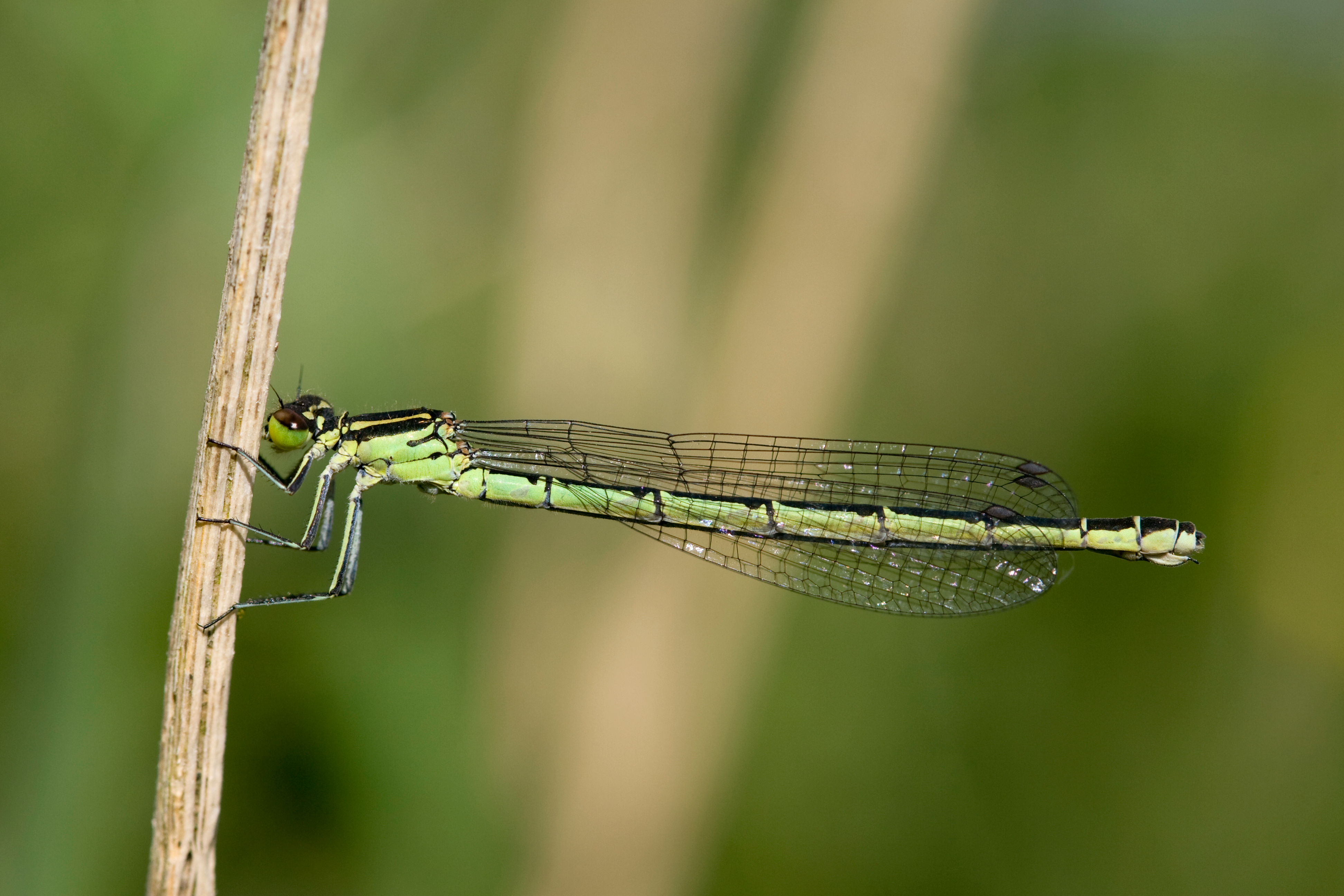
Femelle ténérale